# Shelton, Norfolk
Shelton är en by i civil parish Shelton and Hardwick, i distriktet South Norfolk, i grevskapet Norfolk i England. Byn är belägen 3 km från Long Stratton. Civil parish hade 148 invånare år 1931. Byn nämndes i Domedagsboken (Domesday Book) år 1086, och kallades då Sceltuna.